# Адріен Сілва
Адріен Сілва (порт. Adrien Silva, нар. 15 березня 1989, Ангулем) — португальський футболіст, півзахисник еміратського «Аль-Вахда» (Абу-Дабі) і, в минулому, національної збірної Португалії.

## Клубна кар'єра
Народився у французькому місті Ангулем у родині португальця і француженки. Починав займатися футболом в академії «Бордо». 2000 року родина перебралася на батьківщину батька, де Адріен продовжив займатися футболом у футбольній школі «Пасо», а за два роки був запрошений до юнацької академії лісабонського «Спортінга».

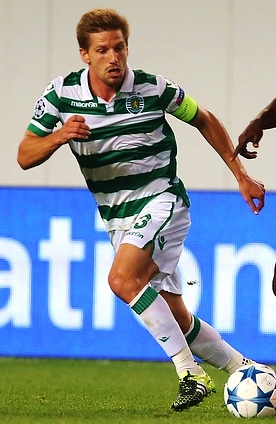
Адріен Сілва під час виступів за «Спортінг». 2015 рік.

Пройшовши усі щаблі підготовки в академії «Спортінга», 2007 року уклав з клубом свій перший професійний контракт на п'ять років. У серпні того ж року 18-річний гравець дебютував в іграх за головну команду лісабонського клубу. Протягом перших трьох сезонів дорослої кар'єри юний півзахисник виходив на поле досить регулярно, утім здебільшого на заміну наприкінці матчів.
Для отримання ігрової практики 2010 року Сілву віддали в оренду до ізраїльського «Маккабі» (Хайфа), а на початку наступного року до «Академіки» (Коїмбра).
2012 року повернувся до «Спортінга», де з наступного сезону вже став стабільним гравцем основного складу. За результатами 2013 року був обраний найкращим гравцем команди, а невдовзі став її капітаном. У 2015 році він знову став володарем Кубка і Суперкубка Португалії.
31 серпня 2017 року, в останній день трансферного вікна, Адріен перейшов у англійський «Лестер Сіті», але «лиси» запізнилися з реєстрацією трансферу на 14 секунд і ФІФА заборонила перехід. Тому приєднатися до «Лестера» Сілва зміг тільки на початку 2018 року. 1 січня в матчі проти «Гаддерсфілд Таун» він дебютував у англійській Прем'єр-лізі. У Прем'єр-лізі 2017—2018 відіграв за команду з Лестера 12 матчів.
У наступному сезоні Сілва зіграв лише 88 хвилин у чемпіонаті через брак довіри з боку нового тренера Клода Пюеля. Португалець не потрапляв до заявок на матчі, а часом взагалі тренувався з молодіжною командою, через що не отримав виклику до національної збірної. Разом з тим, Пюель заперечував проти продажу Сілви до іншого клубу.
31 січня 2019 Сілва перейшов до французького «Монако» на правах оренди, в обмін на оренду Юрі Тілеманса в зворотний бік.
Влітку 2020 року повернувся до «Лестера», тренерський штаб якого дав зрозуміти, що на португальця не розраховує. Згодом гравець і клуб узгодили умови розірвання контракту, а вже у жовтні 2020 року на правах вільного агента уклав дворічний контракт з італійською «Сампдорією».
За півтора роки, в січні 2022 року став гравцем еміратського «Аль-Вахда» (Абу-Дабі).

## Виступи за збірні
2004 року дебютував у складі юнацької збірної Португалії, взяв участь у 33 іграх на юнацькому рівні, відзначившись 4 забитими голами.
Протягом 2009–2010 років залучався до складу молодіжної збірної Португалії. На молодіжному рівні зіграв у 13 офіційних матчах, забив 1 гол.
2014 року дебютував в офіційних матчах у складі національної збірної Португалії. У травні 2016 року був включений до заявки збірної для участі у фінальній частині тогорічного чемпіонату Європи у Франції, на якому зіграв у чотирьох іграх, в тому числі у фінальній проти Франції, і став чемпіоном Європи.
У 2017 році Сілва взяв участь у Кубку конфедерацій у Росії. На турнірі він зіграв у чотирьох матчах, а матчі за 3-тє місце проти Мексики забив свій перший гол за національну команду та допоміг їй здобути бронзові медалі турніру.
Наступного року у складі збірної був учасником чемпіонату світу 2018 року у Росії, де виходив на поле у трьох іграх.
Загалом протягом п'ятирічної кар'єри у збірній взяв участь у 26 матчах, відзначившись одним голом.
| Дата       | Місто        | Господарі  | Результат               | Гості      | Турнір                | Голи | Примітки               |
| ---------- | ------------ | ---------- | ----------------------- | ---------- | --------------------- | ---- | ---------------------- |
| 18-11-2014 | Манчестер    | Аргентина  | 0 – 1                   | Португалія | товариський матч      | -    | 66'                    |
| 31-3-2015  | Ештуріл      | Португалія | 0 – 2                   | Кабо-Верде | товариський матч      | -    | 65'                    |
| 13-6-2015  | Єреван       | Вірменія   | 2 – 3                   | Португалія | Відбір до ЧЄ 2016     | -    | 72'                    |
| 16-6-2015  | Женева       | Італія     | 0 – 1                   | Португалія | товариський матч      | -    | 46' - 73'              |
| 4-9-2015   | Лісабон      | Португалія | 0 – 1                   | Франція    | товариський матч      | -    | 61'                    |
| 25-3-2016  | Лейрія       | Португалія | 0 – 1                   | Болгарія   | товариський матч      | -    | 65'                    |
| 29-3-2016  | Лейрія       | Португалія | 2 – 1                   | Бельгія    | товариський матч      | -    | 46'                    |
| 29-5-2016  | Порту        | Португалія | 3 – 0                   | Норвегія   | товариський матч      | -    | 55'                    |
| 2-6-2016   | Лондон       | Англія     | 1 – 0                   | Португалія | товариський матч      | -    | 72'                    |
| 25-6-2016  | Ланс         | Хорватія   | 0 – 1 д.ч.              | Португалія | ЧЄ 2016 - 1/8 фіналу  | -    | 108'                   |
| 30-6-2016  | Марсель      | Польща     | 1 – 1 д.ч. (3 - 5 п.п.) | Португалія | ЧЄ 2016 - чвертьфінал | -    | 70' 73'                |
| 6-7-2016   | Десін-Шарп'є | Португалія | 2 – 0                   | Уельс      | ЧЄ 2016 - півфінал    | -    | 79'                    |
| 10-7-2016  | Сен-Дені     | Португалія | 1 – 0 д.ч.              | Франція    | ЧЄ 2016 - Фінал       | -    | 66' - 1 titolo europeo |
| 1-9-2016   | Порту        | Португалія | 5 – 0                   | Гібралтар  | товариський матч      | -    | 46'                    |
| 6-9-2016   | Базель       | Швейцарія  | 2 – 0                   | Португалія | Відбір до ЧС 2018     | -    |                        |
| 3-6-2017   | Ештуріл      | Португалія | 4 – 0                   | Кіпр       | товариський матч      | -    | 46'                    |
| 18-6-2017  | Казань       | Португалія | 2 – 2                   | Мексика    | Кубок Конфедерацій    | -    | 68' 58'                |
| 21-6-2017  | Москва       | Росія      | 0 – 1                   | Португалія | Кубок Конфедерацій    | -    | 82'                    |
| 28-6-2017  | Казань       | Португалія | 0 – 0 д.ч. (0 - 3 п.п.) | Чилі       | Кубок Конфедерацій    | -    |                        |
| 2-7-2017   | Москва       | Португалія | 2 – 1 д.ч.              | Мексика    | Кубок Конфедерацій    | 1    | 82'                    |
| 26-3-2018  | Женева       | Португалія | 0 – 3                   | Нідерланди | товариський матч      | -    | 46'                    |
| 28-5-2018  | Брага        | Португалія | 2 – 2                   | Туніс      | товариський матч      | -    | 63'                    |
| 7-6-2018   | Лісабон      | Португалія | 3 – 0                   | Алжир      | товариський матч      | -    | 65'                    |
| 20-6-2018  | Москва       | Португалія | 1 – 0                   | Марокко    | ЧС 2018 - 1-й етап    | -    | 89' 90+2'              |
| 25-6-2018  | Саранськ     | Іран       | 1 – 1                   | Португалія | ЧС 2018 - 1-й етап    | -    |                        |
| 30-6-2018  | Сочі         | Уругвай    | 2 – 1                   | Португалія | ЧС 2018 - 1/8 фіналу  | -    | 65'                    |
| Усього     |              | Матчів     | 26                      |            | Голів                 | 1    |                        |

## Досягнення
«Спортінг»
- Володар Кубка Португалії: 2007–08, 2014–15
- Володар Суперкубка Португалії: 2007, 2008, 2015

«Маккабі» (Хайфа)
- Чемпіон Ізраїлю: 2010–11

«Академіка»
- Володар Кубка Португалії: 2011–12

Збірна Португалії
- Чемпіон Європи: 2016